# Dionigi Tettamanzi

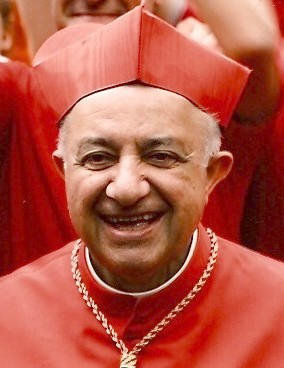
Dionigi Kardinal Tettamanzi (2008)

Kardinalswappen

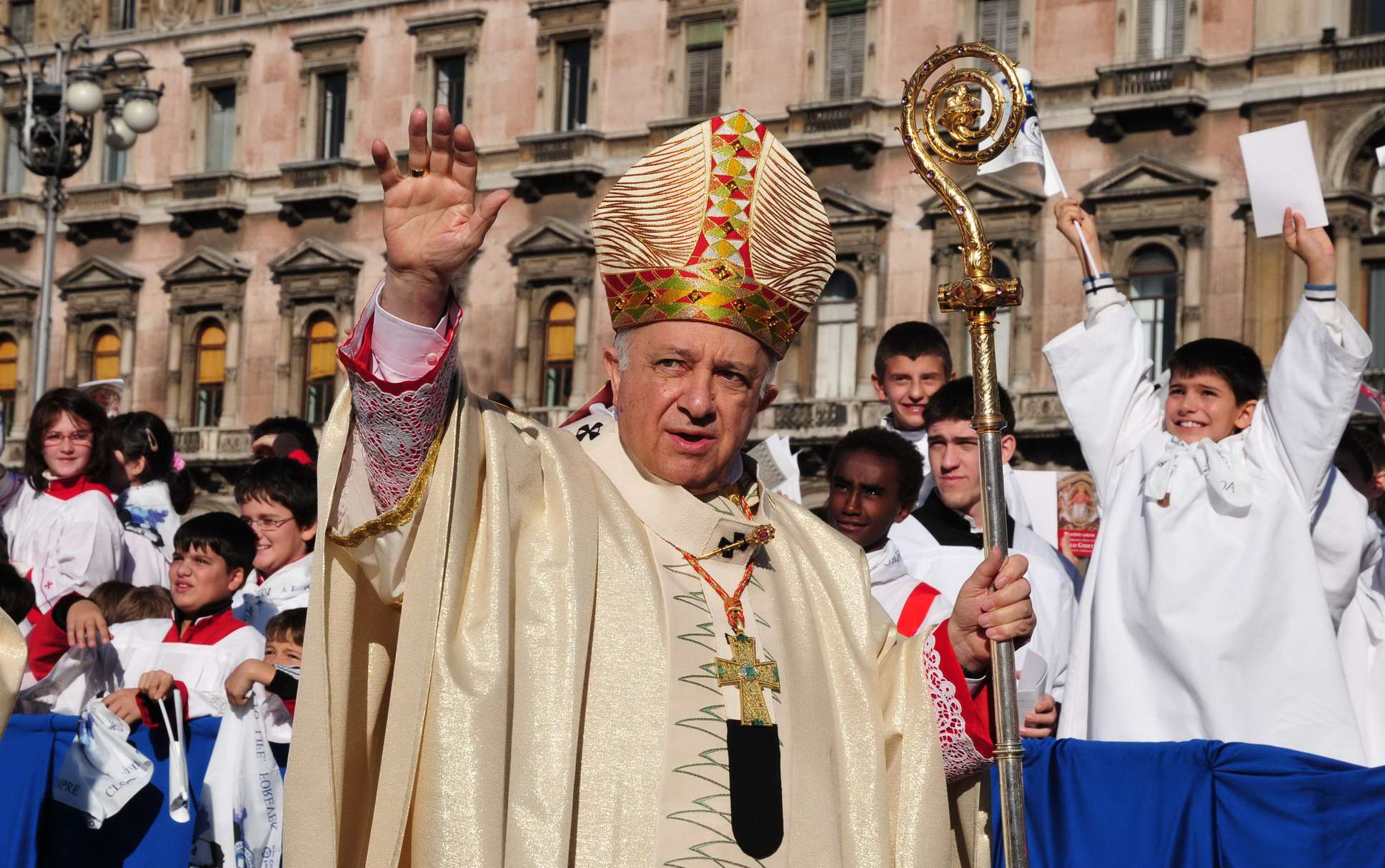
Kardinal Tettamanzi als Erzbischof von Mailand (2011)

Dionigi Kardinal Tettamanzi (* 14. März 1934 in Renate; † 5. August 2017 in Triuggio) war ein italienischer römisch-katholischer Geistlicher und Erzbischof von Mailand.

## Leben
Dionigi Tettamanzi wurde als ältestes von drei Kindern in Renate in der Provinz Monza und Brianza geboren. Er trat im Alter von elf Jahren in das Diözesanseminar von Seveso ein. Anschließend besuchte er das Priesterseminar von Venegono Inferiore, wo er im Jahre 1957 die Lizenziatsprüfung in Katholischer Theologie ablegte. Am 28. Juni desselben Jahres empfing er für das Erzbistum Mailand das Sakrament der Priesterweihe durch dessen Erzbischof und späteren Papst Giovanni Battista Montini. Nach weiteren Studienjahren wurde er mit einer Arbeit über die Pflicht des Laienapostolats an der Päpstlichen Universität Gregoriana promoviert.
In der Folgezeit war Tettamanzi mehr als zwanzig Jahre Professor für Moraltheologie am Priesterseminar von Venegono Inferiore und Pastoraltheologie an der Katholischen Universität von Mailand sowie weiteren Hochschulen tätig. Er galt als Experte für Grundlagen der Moral und Sexualethik, Ehe und Familie, bioethische Fragen und veröffentlichte zahlreichen Arbeiten und Aufsätze zu diesen Themen. Darüber hinaus schrieb er regelmäßig Beiträge für die Zeitungen Avvenire und L’Osservatore Romano. Er vertrat stets die Ansicht, dass die Kirche volksnah sein muss und sich aktuellen Debatten nicht entziehen darf, weshalb er regelmäßig an Tagungen und Exerzitien teilnahm und immer wieder auch in Fernsehsendungen auftrat. Hierbei galt sein besonderer Interessenschwerpunkt Familienfragen. Zusätzlich wirkte Tettamanzi neben seiner Dozententätigkeit als Gemeindeseelsorger. Im September 1987 wurde er zum Rektor des Päpstlichen Lombardischen Priesterseminars bestellt. Ende April 1989 wurde er Vorsitzender des Verwaltungsrates von Avvenire.
Am 1. Juli 1989 ernannte ihn Papst Johannes Paul II. zum Erzbischof von Ancona-Osimo. Die Bischofsweihe spendete ihm Carlo Maria Kardinal Martini am 23. September desselben Jahres. Mitkonsekratoren waren Tettamanzis Amtsvorgänger Carlo Maccari und der Mailänder Weihbischof Bernardo Citterio. Nur zwei Jahre später trat er von diesem Amt zurück und übernahm die Aufgabe des Generalsekretärs der Italienischen Bischofskonferenz.
Johannes Paul II. bestimmte ihn am 20. April 1995 zum Erzbischof von Genua und nahm ihn am 21. Februar 1998 als Kardinalpriester mit der Titelkirche Santi Ambrogio e Carlo in das Kardinalskollegium auf. Von 1995 bis 1998 war er zudem Vizepräsident der Italienischen Bischofskonferenz. Während des G8-Gipfels in Genua 2001 forderte Kardinal Tettamanzi, die Vorteile der Globalisierung auch Arbeitnehmern zukommen zu lassen.
Am 11. Juli 2002 wurde er zum Erzbischof von Mailand ernannt. Papst Benedikt XVI. nahm am 28. Juni 2011 sein aus Altersgründen vorgebrachtes Rücktrittsgesuch an. Sein Nachfolger wurde Angelo Scola.
Am 24. Juli 2012 ernannte ihn Benedikt XVI. zum Apostolischen Administrator des Bistums Vigevano. Er behielt dieses Amt bis zur Amtseinführung von Maurizio Gervasoni als Bischof von Vigevano am 5. Oktober 2013.
Tettamanzi war Teilnehmer am Konklave 2005 und galt bis zur Wahl Benedikts XVI. in der Öffentlichkeit als papabile, also als einer der möglichen Nachfolger des verstorbenen Papstes Johannes Paul II. Er nahm auch nach dem Rücktritt Benedikts XVI. am Konklave 2013 teil.
Tettamanzi erlag im August 2017 im Alter von 83 Jahren einer Krebserkrankung. Er wurde im Mailänder Dom unterhalb des Altars Virgo Potens beigesetzt, wo auch sein bis 1954 amtierender Vorgänger Alfredo Ildefonso Schuster bestattet ist.

## Ehrungen und Auszeichnungen
Dionigi Tettamanzi war Großkreuz-Ritter des Päpstlichen Ritterordens vom Heiligen Grab zu Jerusalem und Träger des Konstantinordens. 2011 wurde er mit der Großen Medaille des Ambrogino d’oro ausgezeichnet.

## Mitgliedschaften
- Kongregation für den Klerus (bis 2014)[4]
- Kongregation für das Katholische Bildungswesen
- Kongregation für die orientalischen Kirchen (bestätigt 2014[5])
- Päpstlicher Rat für die Familie (seit 2009)[6]
- Päpstlicher Rat für die Kultur (seit 2004)[7]